# Ashbury (banda)
Ashbury fue una banda de  rock alternativoo de Las Vegas. Los miembros eran el vocalista Brian  Lee, el bajista y segundo vocalista Jeremy Lee, el guitarrista Joey Resly, el guitarrista Lenny Lujan y el batería Patrick Martas.Lanzaron cuatro álbumes de estudio. La banda se disolvió en el año 2009.

## Éxito independiente
La banda encontró el éxito cuándo  ganaron el local y posteriormente nacional concurso "Have a Nice Gig" creado por Bon Jovi en 2006. Después de tocar inicialmente con Bon Jovi en MGM Grand Garden Arena en Las Vega, Jon Bon Jovi personalmente invitó a Ashbury a abrir para su concierto el 19 de julio de 2006 en el Giants Stadium en New Jersey.
Una estación radiofónica de Las Vega CBS, Mix 94.1, puso a Ashbury en su lista, donde  fueron el grupo más pedido durante tres semanas seguidas. También licenciaron la mayoría de su álbum Complacency a la MTV, con su canción "Come On" debutando en programa de televisión The Hills en 2006.  Actuaron en la televisión nacional para el Jerry Lewis MDA Telethon en 2006 y 2008.[cita requerida]
Durante la carrera del grupo,  abrieron para artistas como Panic! at the Disco, Jewel, Live, Collective Soul, and Paramore .

## Miembros
- Brian Lee
- Jeremy Lee
- Joey Resly
- Lenny Lujan
- Patrick Martas

## Discografía
- 2005: When These City Lights Shine EP
- 2006: Complacency
- 2009: Let's Make A Scene EP
- 2009: Carry On